# Гастон Може
Гастон Може (фр. Gaston Mauger) — французький педагог, автор численних підручників французької мови для іноземців, що поширювалися мільйонними накладами в багатьох країнах світу. Особливо популярними ці підручники були з 1950-х до кінця 1980-х років. Ці видання досі вживаються в багатьох культурних представництвах Франції на курсах вивчення французької мови.

## З біографії
Гастон Може з 1940-х років працював викладачем у ліцеї Кондорсе в Парижі. Згодом став викладачем міжнародної школи Альянс франсез, директором якої залишався протягом тривалого часу. Викладав також у Вищій школі підготовки викладачів французької мови для іноземців та Британському інституті Паризького університету.

## Вибрані публікації
- Les fables de La Fontaine, coll. Classiques France, Hachette, 1940
- Cours de langue et de civilisation françaises à l'usage des étrangers[3], (4 томи) Hachette, 1953—1957, численні перевидання (видання «Mauger bleu» («Синій Може») розійшлося накладом 2 млн примірників)[4], відзначене Французькою академією[5]
- Gaston Mauger, Jacqueline Charon, Manuel de français commercial à l'usage des étrangers[6], Larousse, 1958
- Gaston Mauger, Georges Gougenheim, Aurélie Ioannou, Le français élémentaire: Méthode progressive de français usuel, Hachette, 1962
- Contes et récits, histoires policières en français facile pour les exercices de lecture et de conversation, Hachette, 1962
- Gaston Mauger, Maurice Bruézière, Georges Gougenheim, Aurélie Ioannou, Le français accéléré : Méthode intensive de français parlé pour adultes, Hachette, 1964
- Gaston Mauger, Maurice Bruézière, René Geffroy, Le français et la vie (3 томи), Hachette, 1971, («Mauger rouge», так званий «Червоний Може»)
- Grammaire pratique du français d'aujourd'hui — Langue parlée, langue écrite, Hachette, 1968 ISBN 2-01-002134-7